# Inquisitor angustiliratus
Inquisitor angustiliratus é uma espécie de gastrópode do gênero Inquisitor, pertencente a família Pseudomelatomidae.